# Duarte Pacheco Pereira
Duarte Pacheco Pereira (ur. ok. 1460, zm. 1533) – hiszpański żeglarz, dyplomata i kartograf w służbie królestwa Portugalii.
Duarte Pacheco Pereira był przedstawicielem króla Portugalii João II w Tordesillas, gdzie papież Aleksander VI bullą Inter caetera ustanowił nowy podział świata pomiędzy Portugalię a Hiszpanię. Pereira doprowadził do przesunięcia pierwotnie wyznaczonej granicy (100 legoas na zachód od Wysp Kanaryjskich), która była kwestionowana przez króla portugalskiego gotowego nawet do wszczęcia wojny. Pereira doprowadził do przesunięcia granicy na 370 legoas (2000 km), dzięki czemu w granicach Portugalii znalazła się Brazylia odkryta dopiero w 1500 r. Prawdopodobnie Portugalczycy wiedzieli wcześniej o nieodkrytym lądzie, a odkrywca Brazylii Pedro Álvares Cabral posługiwał się mapą z zarysem brzegów Brazylii, którą widział chirurg wyprawy Pedro Vaza Bisagudo.
W 1498 r. Duarte Pacheco Pereira na rozkaz króla Manuela I wyruszył na wyprawę wzdłuż brzegów Afryki w celu obliczenia szerokości geograficznych. Niektóre źródła podają, iż dotarł wówczas do Brazylii. W latach 1503–1509 przebywał w Indiach, w 1511 walczył w wojnie z Maurami. W latach 1519–1522 sprawował funkcję kasztelana Miny na Gwinei.
Duarte Pacheco Pereira jest autorem dzieła Esmeraldo de situ Orbis. Traktat dotyczył historii odkryć i podbojów, ale był zarazem atlasem, rozprawą geograficzną i podręcznikiem nawigacji. Obliczył w nim długość 1° na 18 legoas (57,6 mili morskiej), co było najdokładniejszym obliczeniem stopnia w ówczesnym świecie (1° wynosi 60 mil morskich). Współcześnie mu żyjący Krzysztof Kolumb oceniał długość stopnia o 25% mniej. Jego dzieło nigdy nie zostało wydane lub zostało utajnione, a odkryte na nowo już bez map, zostało wydane w 1903 r.